# Sisyrinchium cernuum
Sisyrinchium cernuum là một loài thực vật có hoa trong họ Diên vĩ. Loài này được (E.P.Bicknell) Kearney miêu tả khoa học đầu tiên năm 1949.